# ARS - Asociace pro rozvojovou spolupráci
ARS - Asociace pro rozvojovou spolupráci je české občanské sdružení, zabývající se především rozvojovou spoluprací ve spolupráci se zahraničními partnery. Rozvojová spolupráce je založena především na principu zmocňování. Hlavními cílovými regiony jeho činnosti jsou subsaharská Afrika a Střední Amerika.

## Činnost
ARS - Asociace pro rozvojovou spolupráci sama projekty v rozvojových zemích nevytváří, finančně podporuje projekty lokálních partnerů. Zaměřuje se přitom zejména na podporu profesního vzdělávání. Činnost je financována pomocí prostředků z České rozvojové spolupráce, veřejných sbírek a vlastních prostředků.

## Spolupráce
Kromě partnerů v rozvojových zemích spolupracuje ARS - Asociace pro rozvojovou spolupráci také s partnerskými organizacemi ICEP (Rakousko), Inštitút medzinárodnej spolupráce "Sila rozvoja" (Slovensko) a Híd a 3. világért (Maďarsko). Je také členem FoRS - Českého fóra pro rozvojovou spolupráci.